# This Is the Remix (альбом Destiny’s Child)
This Is the Remix — сборник ремиксов американской R&B группы Destiny’s Child, выпущен 8 марта 2002 года, дебютировал на 29 позиции Billboard 200. Диск состоит из смеси R&B и танцевальных ремиксов, записанных в период с 1997 по 2002 год.

## Об альбоме
В This Is the Remix собраны наиболее популярные ремиксы Destiny’s Child (и некоторые бонусные треки). Он отличается тем, что в него входят перепетые ремиксы (чего большинство артистов, за исключением Destiny’s Child и Мэрайи Кэри, не делают).
Альбом не полностью состоит из R&B ремиксов, в него входят танцевальные ремиксы Мориса Джошуа и бонусные треки, которые нельзя точно определить к танцевальному или R&B жанру. Диск содержит смешанный ремикс «Jumpin' Jumpin'», в котором смешаны So So Def Remix и Jumpin Retro Mix. Этот особый эксклюзив только для этого альбома, он также содержит вокал Мишель Уильямс и Фарры Франклин. В бонусные треки входит и «Independent Women (Part II)», которая задумывалась как продолжение песни, но, по иронии судьбы, была написана до «Independent Women (Part I)». Альбом заканчивается первым синглом Мишель Уильямс «Heard A Word» под музыку саксофона, которая впоследствии была убрана для альбомной версии.

## Успехи в чартах
Альбом был задуман как передышка для фанатов Destiny’s Child. Он был довольно успешным на фоне волны популярности ремиксов в 2002 году (который начался с альбома ремиксов Дженнифер Лопес в 2002 году). Это альбом дебютировал на 29 позиции в Billboard 200, проданный в количестве более 37000 экземпляров в первую неделю, но только после семи недель, альбом, который особо и не рекламировался, покинул чарты, на сегодняшний день в США продано по оценкам около 100000 экземпляров. Лучший старт был в Новой Зеландии, где он дебютировал на 8 позиции чартов: это единственная страна, где он вошёл в первую десятку.

## Список композиций
| #   | Название                                                                            | Длина            |
| --- | ----------------------------------------------------------------------------------- | ---------------- |
| 1.  | «No, No, No Part 2» (при участии Wyclef Jean) (Remix Extended Version)              | 4:02             |
| 2.  | «Emotion» (The Neptunes Remix)                                                      | 4:14             |
| 3.  | «Bootylicious» (при участии Мисси Эллиот) (Rockwilder Remix)                        | 4:12             |
| 4.  | «Say My Name» (при участии Static) (Timbaland Remix)                                | 5:01             |
| 5.  | «Bug A Boo» (при участии Wyclef Jean) (Refugee Camp Remix)                          | 3:47             |
| 6.  | «Dot» (The E-Poppi Mix)                                                             | 3:58             |
| 7.  | «Survivor» (Remix Version Edit)                                                     | 3:24             |
| 8.  | «Independent Women Part II»                                                         | 3:45             |
| 9.  | «Nasty Girl» (Maurice’s Nu Soul Remix — Radio Edit)                                 | 4:08 5:18 [U.S.] |
| 10. | «Jumpin' Jumpin'» (при участии JD, Da Brat & Lil' Bow Wow) (Remix Extended Version) | 7:16             |
| 11. | «Bills, Bills, Bills» (Maurice’s Xclusive Livegig Mix)                              | 3:22             |
| 12. | «So Good» (Maurice’s Soul Remix)                                                    | 4:58             |
| 13. | «Heard A Word» (при участии Michelle Williams) (Sax Version)                        | 4:56             |

- Бонусные треки

1. Bootylicious (Rockwilder Remix) (при участии Мисси Эллиот)
2. Independent Women Part I (Joe Smooth 200 Proof 2 Step Mix)
3. Bootylicious (Ed Case Refix)